# PTCC
De Personal Thuis Computer Club (PTCC) is een computervereniging die voortkomt uit Philips Thuiscomputer Club (PTC).

## PTC
In 1985 wilde Philips, destijds leverancier van de P2000 en MSX thuiscomputers, een landelijke vereniging opzetten om het gebruik van zijn eigen merk computers te stimuleren. Philips stimuleerde de vereniging door veel organisatorische kosten te dragen en apparatuur in bruikleen te geven of te subsidiëren. In delen van Nederland waar Philipsfilialen gevestigd waren, werden er in totaal 24 afdelingen gevormd. Jaarlijks werd er een PTC-bijeenkomst georganiseerd in de Brabanthallen 's-Hertogenbosch. De PTC bereikte in 1990 een maximaal ledental van 22000. Tegen 1990 verdwenen de genoemde producten snel, omdat zij overvleugeld werden door de marktacceptatie van de Personal Computer van IBM. Philips maakte nog korte tijd een PC kloon, maar bleef een kleine speler in deze markt. De steun voor PTC werd afgebouwd en de club werd losgemaakt van Philips.

## PTCC
Hoewel veel leden afscheid namen, werd de vereniging voortgezet onder de naam Personal Thuis Computer Club (PTCC). De afgekorte naam werd dus gehandhaafd, maar uitgebreid met een C, om juridische problemen te voorkomen. Anno 2011 heeft de PTCC nog 18 afdelingen die regelmatig bijeenkomsten houden en circa 3500 leden. Op de bijeenkomsten zijn ook HCC-leden welkom en vice versa. Leden van de PTCC hebben automatisch een abonnement op het tijdschrift Computer Idee.